# Гідразонові кислоти
Гідразонові кислоти (рос. гидразоновые кислоты, англ. hydrazonic acids) — хімічні сполуки, похідні від оксокислот RkE(=O)l(OH)m(l≠0) при заміщенні двозв'язного атома O на=NNR2, як у карбо-гідразонових кислотах RC(OН)=NNH2 та сульфоногідразо-нових кислотах RS(=O)(=NNH2)ОН.